# Les Bœuf-carottes
Les Bœuf-carottes est une série télévisée française en neuf épisodes d'environ 90 à 100 minutes créée par Joël Houssin, réalisée par 7 réalisateurs et diffusée du 21 septembre 1995 au 22 octobre 2001 sur TF1, puis rediffusée sur Direct 8 en 2012 et sur NRJ 12 et Chérie 25 en 2014.

## Synopsis
La série relate les enquêtes d'un binôme constitué d'un commissaire divisionnaire et d'un lieutenant  de l'Inspection générale des services (IGS), appelée aussi Police des polices ou bœuf-carottes.

## Liste des épisodes
1. Les enfants d'abord, réalisation Denis Amar (1995)
2. Sonia, réal. Peter Kassovitz
3. Émotions fortes, réal. Pierre Lary (1996)
4. La manière forte, réal. Josée Dayan
5. Haute voltige, réal. Claude-Michel Rome
6. Soupçons, réal. Christian Faure
7. La fée du logis réal. Michel Vianey
8. Pour l'amour d'un flic, réal. Christian Faure (2001)
9. Parmi l'élite, réal. Josée Dayan

## Distribution
- Jean Rochefort : Commissaire Antoine Venturi
- Philippe Caroit : Inspecteur David Kaan
- Artus de Penguern : Juge Gautray (4 épisodes)

### Épisode 1:Les enfants d'abord
- Natacha Lindinger : Sylvie Kaan
- Maxime Leroux : Dampierre
- Jean-François Garreaud : Auclert

### Épisode 2:Sonia
- Natacha Lindinger : Sylvie Kaan
- Julie Debazac : Sonia
- Bernard Farcy : Milandre
- Astrid Veillon : Nathalie
- Diane Bellego : Chantal
- Jean-Claude Adelin : Costello
- Roland Marchisio : Tony
- Michel Albertini : Morin
- Eric Laugérias : Le juge Borland
- Paul Guers : le receleur

### Épisode 3:Émotions fortes
- Valérie Stroh : Nadège Le Fur
- Florence Geanty : Sylvie Kaan
- Olivier Marchal : Robert Boisrond
- Antoine Coesens : Henri Touserie
- Jean-Noël Brouté : Loïc Duval
- Erick Desmarestz : Bernard Fuselier
- Jocelyn Quivrin : Nicolas
- Fabrice Leroy  : un patient

### Épisode 4:La manière forte
- Ingrid Chauvin : Sylvie Kaan
- Lorànt Deutsch : Gégé
- Manuel Gélin : Thierry Jeunet
- Tomer Sisley : Joe
- Julie Sarraut : Jane Pointdexter
- Mohamed Hamaidi : Kader
- Rémy Roubakha : monsieur Froment
- Guy Amram : Grasky
- Daniel Briquet : Franck

### Épisode 5:Haute voltige
- Julie du Page : Sylvie Kaan
- Marie-France Pisier : Juge Sandrine Roesch
- Michel Creton : commandant Daniel Gaucher
- Jean-Michel Leray : Léo Gaucher
- Jean-Louis Foulquier : Ducastel, un détenu
- Joseph Malerba : le détenu rancunier
- Alain Ganas : capitaine Jean-Robert Binet
- Éric Laugérias : Bénichou
- Brigitte Chamarande : la pervenche
- André Pousse : Petitdemange
- Christophe Rault : Sébastien

### Épisode 6:Soupçons
- Ingrid Chauvin : Sylvie Kaan

### Épisode 7:La Fée du logis
- Delphine Rich : Barbara Chapuis
- Gérard Lartigau : Commissaire Breuil
- Sylvie Loeillet : Inspecteur Fargeau

### Épisode 8:Pour l'amour d'un flic
- Charley Fouquet : Sylvie Kaan
- Michel Duchaussoy : François Janvier
- Mélanie Page : Estelle
- Marie Desgranges : Laurence Janvier
- Évelyne Dandry : Mme N'Gumo, la mère du voyant, Basile N'Gumo

### Épisode 9:Parmi l'élite
- Charley Fouquet : Sylvie Kaan
- Ludmila Mikaël : Frédérique Peyret
- Jean-Pierre Bouvier : Egmann
- Roger Dumas : Jeantet
- Jean-Louis Sbille : Gonsard
- Stéphan Guérin-Tillié : Pujol
- Augustin Legrand : "Le géant" du RAID
- Babsie Steger : Agnes Pillon